# G8 회원국의 지도자 목록
다음은 1975년 창설 이래 G6, G7, G8 정상회담에 참가한 G8 회원국들의 행정부 수반 목록이다. 이 그룹에는 가장 큰 선진 민주주의 국가 6, 7, 8개국으로 구성되어 왔으며 현재는 캐나다, 프랑스, 독일, 이탈리아, 일본, 러시아, 영국, 미국이 포함된다. 또 유럽 연합을 대표하는 유럽 위원회의 위원장도 여기에 참석한다. G8 회원국들은 해마다 정상회담을 열며 각 행정부 수반이 참석한다. 매년 각 수장들이 G8의 의장국을 맡으며, 의제를 설정하고 연례 회담을 주최한다. 8명의 수장 중에서 가장 오랫동안 재직한 이는 시니어 G8 리더로 분류된다.
현재 G8은 8개국으로 구성되어 있지만 처음부터 그런 것은 아니었다. 창설 당시에는 현재 회원국에서 캐나다를 제외한 G6로 구성됐다. 1976년 G6이 창설 2주년을 맞자 당시 피에르 트뤼도 총리가 재임하던 캐나다가 합류하여 G7을 이루었다. 공산주의 정권이 무너지고 나서 소련의 후대 국가가 된 러시아는 1997년 당시 보리스 옐친 대통령 재임시에 그룹에 가입했다. 러시아는 2014년부터 G8 회원국의 자격이 정지된 상태이다.
| 정상회담 (개최국)     | 참가 국가       | 참가 국가              | 참가 국가         | 참가 국가            | 참가 국가         | 참가 국가           | 참가 국가       | 참가 국가       | 참가 국가                                  |
| 정상회담 (개최국)     | 캐나다          | 프랑스                 | 독일              | 이탈리아             | 일본              | 러시아              | 영국            | 미국            | 유럽 연합                                  |
| --------------------- | --------------- | ---------------------- | ----------------- | -------------------- | ----------------- | ------------------- | --------------- | --------------- | ------------------------------------------ |
| 제1회 1975 프랑스     | 빈칸            | 발레리 지스카르 데스탱 | 헬무트 슈미트     | 알도 모로            | 미키 다케오       | 빈칸                | 해럴드 윌슨     | 제럴드 포드     | 빈칸                                       |
| 제2회 1976 미국       | 피에르 트뤼도   | 발레리 지스카르 데스탱 | 헬무트 슈미트     | 알도 모로            | 미키 다케오       | 빈칸                | 제임스 캘러헌   | 제럴드 포드     | 빈칸                                       |
| 제3회 1977 영국       | 피에르 트뤼도   | 발레리 지스카르 데스탱 | 헬무트 슈미트     | 줄리오 안드레오티    | 후쿠다 다케오     | 빈칸                | 제임스 캘러헌   | 지미 카터       | 로이 젱킨스                                |
| 제4회 1978 서독       | 피에르 트뤼도   | 발레리 지스카르 데스탱 | 헬무트 슈미트     | 줄리오 안드레오티    | 후쿠다 다케오     | 빈칸                | 제임스 캘러헌   | 지미 카터       | 로이 젱킨스                                |
| 제5회 1979 일본       | 조 클라크       | 발레리 지스카르 데스탱 | 헬무트 슈미트     | 줄리오 안드레오티    | 오히라 마사요시   | 빈칸                | 마거릿 대처     | 지미 카터       | 로이 젱킨스                                |
| 제6회 1980 이탈리아   | 피에르 트뤼도   | 발레리 지스카르 데스탱 | 헬무트 슈미트     | 프란체스코 코시가    | 오키타 사부로     | 빈칸                | 마거릿 대처     | 지미 카터       | 로이 젱킨스                                |
| 제7회 1981 캐나다     | 피에르 트뤼도   | 프랑수아 미테랑        | 헬무트 슈미트     | 조반니 스파돌리니    | 스즈키 젠코       | 빈칸                | 마거릿 대처     | 로널드 레이건   | 가스통 토른                                |
| 제8회 1982 프랑스     | 피에르 트뤼도   | 프랑수아 미테랑        | 헬무트 슈미트     | 조반니 스파돌리니    | 스즈키 젠코       | 빈칸                | 마거릿 대처     | 로널드 레이건   | 가스통 토른                                |
| 제9회 1983 미국       | 피에르 트뤼도   | 프랑수아 미테랑        | 헬무트 콜         | 아민토레 판파니      | 나카소네 야스히로 | 빈칸                | 마거릿 대처     | 로널드 레이건   | 가스통 토른                                |
| 제10회 1984 영국      | 피에르 트뤼도   | 프랑수아 미테랑        | 헬무트 콜         | 베티노 크락시        | 나카소네 야스히로 | 빈칸                | 마거릿 대처     | 로널드 레이건   | 가스통 토른                                |
| 제11회 1985 서독      | 브라이언 멀로니 | 프랑수아 미테랑        | 헬무트 콜         | 베티노 크락시        | 나카소네 야스히로 | 빈칸                | 마거릿 대처     | 로널드 레이건   | 자크 들로르                                |
| 제12회 1986 일본      | 브라이언 멀로니 | 프랑수아 미테랑        | 헬무트 콜         | 베티노 크락시        | 나카소네 야스히로 | 빈칸                | 마거릿 대처     | 로널드 레이건   | 자크 들로르                                |
| 제13회 1987 이탈리아  | 브라이언 멀로니 | 프랑수아 미테랑        | 헬무트 콜         | 아민토레 판파니      | 나카소네 야스히로 | 빈칸                | 마거릿 대처     | 로널드 레이건   | 자크 들로르                                |
| 제14회 1988 캐나다    | 브라이언 멀로니 | 프랑수아 미테랑        | 헬무트 콜         | 치리아코 데 미타     | 다케시타 노보루   | 빈칸                | 마거릿 대처     | 로널드 레이건   | 자크 들로르                                |
| 제15회 1989 프랑스    | 브라이언 멀로니 | 프랑수아 미테랑        | 헬무트 콜         | 치리아코 데 미타     | 우노 소스케       | 빈칸                | 마거릿 대처     | 조지 H. W. 부시 | 자크 들로르                                |
| 제16회 1990 미국      | 브라이언 멀로니 | 프랑수아 미테랑        | 헬무트 콜         | 줄리오 안드레오티    | 가이후 도시키     | 빈칸                | 마거릿 대처     | 조지 H. W. 부시 | 자크 들로르                                |
| 제17회 1991 영국      | 브라이언 멀로니 | 프랑수아 미테랑        | 헬무트 콜         | 줄리오 안드레오티    | 가이후 도시키     | 빈칸                | 존 메이저       | 조지 H. W. 부시 | 자크 들로르                                |
| 제18회 1992 독일      | 브라이언 멀로니 | 프랑수아 미테랑        | 헬무트 콜         | 줄리아노 아마토      | 미야자와 기이치   | 빈칸                | 존 메이저       | 조지 H. W. 부시 | 자크 들로르                                |
| 제19회 1993 일본      | 킴 캠벨         | 프랑수아 미테랑        | 헬무트 콜         | 카를로 아첼리오 참피 | 미야자와 기이치   | 빈칸                | 존 메이저       | 빌 클린턴       | 자크 들로르                                |
| 제20회 1994 이탈리아  | 장 크레티앵     | 프랑수아 미테랑        | 헬무트 콜         | 실비오 베를루스코니  | 무라야마 도미이치 | 빈칸                | 존 메이저       | 빌 클린턴       | 자크 들로르                                |
| 제21회 1995 캐나다    | 장 크레티앵     | 자크 시라크            | 헬무트 콜         | 람베르토 디니        | 무라야마 도미이치 | 빈칸                | 존 메이저       | 빌 클린턴       | 자크 들로르                                |
| 제22회 1996 프랑스    | 장 크레티앵     | 자크 시라크            | 헬무트 콜         | 로마노 프로디        | 하시모토 류타로   | 빈칸                | 존 메이저       | 빌 클린턴       | 자크 상테르                                |
| 제23회 1997 미국      | 장 크레티앵     | 자크 시라크            | 헬무트 콜         | 로마노 프로디        | 하시모토 류타로   | 보리스 옐친         | 토니 블레어     | 빌 클린턴       | 자크 상테르                                |
| 제24회 1998 영국      | 장 크레티앵     | 자크 시라크            | 헬무트 콜         | 로마노 프로디        | 하시모토 류타로   | 보리스 옐친         | 토니 블레어     | 빌 클린턴       | 자크 상테르                                |
| 제25회 1999 독일      | 장 크레티앵     | 자크 시라크            | 게르하르트 슈뢰더 | 마시모 달레마        | 오부치 게이조     | 보리스 옐친         | 토니 블레어     | 빌 클린턴       | 마누엘 마린                                |
| 제26회 2000 일본      | 장 크레티앵     | 자크 시라크            | 게르하르트 슈뢰더 | 줄리아노 아마토      | 모리 요시로       | 블라디미르 푸틴     | 토니 블레어     | 빌 클린턴       | 로마노 프로디                              |
| 제27회 2001 이탈리아  | 장 크레티앵     | 자크 시라크            | 게르하르트 슈뢰더 | 실비오 베를루스코니  | 고이즈미 준이치로 | 블라디미르 푸틴     | 토니 블레어     | 조지 W. 부시    | 로마노 프로디                              |
| 제28회 2002 캐나다    | 장 크레티앵     | 자크 시라크            | 게르하르트 슈뢰더 | 실비오 베를루스코니  | 고이즈미 준이치로 | 블라디미르 푸틴     | 토니 블레어     | 조지 W. 부시    | 로마노 프로디                              |
| 제29회 2003 프랑스    | 장 크레티앵     | 자크 시라크            | 게르하르트 슈뢰더 | 실비오 베를루스코니  | 고이즈미 준이치로 | 블라디미르 푸틴     | 토니 블레어     | 조지 W. 부시    | 로마노 프로디                              |
| 제30회 2004 미국      | 폴 마틴         | 자크 시라크            | 게르하르트 슈뢰더 | 실비오 베를루스코니  | 고이즈미 준이치로 | 블라디미르 푸틴     | 토니 블레어     | 조지 W. 부시    | 로마노 프로디                              |
| 제31회 2005 영국      | 폴 마틴         | 자크 시라크            | 게르하르트 슈뢰더 | 실비오 베를루스코니  | 고이즈미 준이치로 | 블라디미르 푸틴     | 토니 블레어     | 조지 W. 부시    | 조제 마누엘 두랑 바호주                    |
| 제32회 2006 러시아    | 스티븐 하퍼     | 자크 시라크            | 앙겔라 메르켈     | 로마노 프로디        | 고이즈미 준이치로 | 블라디미르 푸틴     | 토니 블레어     | 조지 W. 부시    | 조제 마누엘 두랑 바호주                    |
| 제33회 2007 독일      | 스티븐 하퍼     | 니콜라 사르코지        | 앙겔라 메르켈     | 로마노 프로디        | 아베 신조         | 블라디미르 푸틴     | 토니 블레어     | 조지 W. 부시    | 조제 마누엘 두랑 바호주                    |
| 제34회 2008 일본      | 스티븐 하퍼     | 니콜라 사르코지        | 앙겔라 메르켈     | 실비오 베를루스코니  | 후쿠다 야스오     | 드미트리 메드베데프 | 고든 브라운     | 조지 W. 부시    | 조제 마누엘 두랑 바호주                    |
| 제35회 2009 이탈리아  | 스티븐 하퍼     | 니콜라 사르코지        | 앙겔라 메르켈     | 실비오 베를루스코니  | 아소 다로         | 드미트리 메드베데프 | 고든 브라운     | 버락 오바마     | 조제 마누엘 두랑 바호주                    |
| 제36회 2010 캐나다    | 스티븐 하퍼     | 니콜라 사르코지        | 앙겔라 메르켈     | 실비오 베를루스코니  | 간 나오토         | 드미트리 메드베데프 | 데이비드 캐머런 | 버락 오바마     | 조제 마누엘 두랑 바호주 & 헤르만 반 롬푀이 |
| 제37회 2011 프랑스    | 스티븐 하퍼     | 니콜라 사르코지        | 앙겔라 메르켈     | 실비오 베를루스코니  | 간 나오토         | 드미트리 메드베데프 | 데이비드 캐머런 | 버락 오바마     | 조제 마누엘 두랑 바호주 & 헤르만 반 롬푀이 |
| 제38회 2012 미국      | 스티븐 하퍼     | 프랑수아 올랑드        | 앙겔라 메르켈     | 마리오 몬티          | 노다 요시히코     | 드미트리 메드베데프 | 데이비드 캐머런 | 버락 오바마     | 조제 마누엘 두랑 바호주 & 헤르만 반 롬푀이 |
| 제39회 2013 영국      | 스티븐 하퍼     | 프랑수아 올랑드        | 앙겔라 메르켈     | 엔리코 레타          | 아베 신조         | 블라디미르 푸틴     | 데이비드 캐머런 | 버락 오바마     | 조제 마누엘 두랑 바호주 & 헤르만 반 롬푀이 |
| 제40회 2014 유럽 연합 | 스티븐 하퍼     | 프랑수아 올랑드        | 앙겔라 메르켈     | 마테오 렌치          | 아베 신조         | (자격 정지)         | 데이비드 캐머런 | 버락 오바마     | 조제 마누엘 두랑 바호주 & 헤르만 반 롬푀이 |
| 제41회 2015 독일      | 스티븐 하퍼     | 프랑수아 올랑드        | 앙겔라 메르켈     | 마테오 렌치          | 아베 신조         | (자격 정지)         | 데이비드 캐머런 | 버락 오바마     | 장클로드 융커 & 도날트 투스크              |
| 제42회 2016 일본      | 쥐스탱 트뤼도   | 프랑수아 올랑드        | 앙겔라 메르켈     | 마테오 렌치          | 아베 신조         | (자격 정지)         | 데이비드 캐머런 | 버락 오바마     | 장클로드 융커 & 도날트 투스크              |
| 제43회 2017 이탈리아  | 쥐스탱 트뤼도   | 에마뉘엘 마크롱        | 앙겔라 메르켈     | 파올로 젠틸로니      | 아베 신조         | (자격 정지)         | 테리사 메이     | 도널드 트럼프   | 장클로드 융커 & 도날트 투스크              |
| 제44회 2017 캐나다    | 쥐스탱 트뤼도   | 에마뉘엘 마크롱        | 미정              | 파올로 젠틸로니      | 아베 신조         | (자격 정지)         | 미정            | 도널드 트럼프   | 장클로드 융커 & 도날트 투스크              |